# Кадъкьой (дем Орестиада)
Вижте пояснителната страница за други значения на Кадъкьой.
Кадъкьой (на гръцки: Δίκαια) е село в Западна Тракия, Гърция, дем Орестиада с 1177 жители (2001).

## История
В XIX век Кадъкьой е българско село в Чирменската кааза на Одринския вилает на Османската империя. Според „Етнография на вилаетите Адрианопол, Монастир и Салоника“, издадена в Константинопол в 1878 година и отразяваща статистиката на населението от 1873 година, Кадъкьой (Cadikeui) има 45 домакинства и 196 българи.
Според статистиката на професор Любомир Милетич в 1912 година в селото живеят 62 български екзархийски семейства или 368 души.

## Личности
Починали в Кадъкьой
- Никола Андреев (1876 – 1912), български военен деец, капитан